# Martin Z. Schröder
Martin Z. Schröder (* 1967 in Ost-Berlin) ist ein deutscher Schriftsteller, Buchdrucker und Schriftsetzer.

## Leben
Schröders Vater Siegfried Schröder war Journalist bei der Ost-Berliner Zeitung Wochenpost und der Neuen Berliner Illustrierten (NBI). Seine Mutter leitete ein Lektorat im Kinderbuchverlag Berlin. 1981 trat Schröder in die Arbeitsgemeinschaft „Junge Schriftsetzer“ im Pionierpalast in der Berliner Wuhlheide ein. Er absolvierte eine Lehre im Bleisatz und wurde 1985 Schriftsetzer, arbeitete danach als Verlagshersteller, als technischer Redakteur der Weltbühne, als Verlagskorrektor und in der Druckerei Rapputan als Erster Akzidenzer. 1994 gründete er seine eigene Werkstatt. 1997 erhielt er ein Diplom als Sozialpädagoge/Sozialarbeiter (FH). Er unterrichtete an der Fachhochschule Potsdam, der Mediadesign Hochschule Berlin und der Universität der Künste. Außerdem schrieb er für die Feuilletons verschiedener Tageszeitungen (Süddeutsche Zeitung, Frankfurter Allgemeine Zeitung, Berliner Zeitung, Welt, Frankfurter Rundschau). Er veröffentlichte 2002 den Roman Allgemeine Geschäftsbedingungen im Alexander Fest Verlag, der zahlreiche positive Kritiken erhielt, und gestaltete zusammen mit dem Schriftsteller Max Goldt mehrere Bücher.

## Auszeichnungen
- mit Frank Ortmann: 2012: European Design Award für die Gestaltung der Wochenendbeilage der Süddeutschen Zeitung vom 10. März 2012; 2015: German Design Award

## Bücher
- Allgemeine Geschäftsbedingungen, Berlin: Alexander Fest, 2002.
- Rausrieselnde Holzwolle, Berlin: SuKuLTuR, 2005.
- Wenn ein wirklich stattlicher Mann Studenten unterrichtet, Berlin: SuKuLTuR, 2009.
- Stilkunde der kleinen Drucksachen, Springe: zu Klampen, 2015.
- Grau wie unser Hund, Berlin: SuKuLTuR, 2015.

zusammen mit Max Goldt:
- Ein gelbes Plastikthermometer in Form eines roten Plastikfisches (Typographie von Martin Z. Schröder). Revonnah Verlag 1998, ISBN 3-927715-87-5.
- Atlas van de nieuwe Nederlandse vleermuizen. (Typographie von Martin Z. Schröder). Landt Verlag 2008, ISBN 978-3-938844-44-1.
- Nackt in einem Märchenschloß voll wirklich schlechter Menschen. (Typographie von Martin Z. Schröder). Letterpress Berlin 2010, ISBN 978-3-00-032310-2.
- Sind wir denn nur in Cordbettwäsche etwas wert? (Typographie von Martin Z. Schröder). Letterpress Berlin 2012, ISBN 978-3-00-038814-9.
- Chefinnen in bodenlangen Jeansröcken (Typographie von Martin Z. Schröder), Rowohlt Berlin 2014, ISBN 978-3-87134-792-4.